# Skogklätt landskap med sittande herde
Skogklätt landskap med en sittande herde (engelska: Wooded Landscape with a Herdsman Seated) är en målning av den brittiske konstnären Thomas Gainsborough från 1748.
Thomas Gainsboroughs tidigaste landskapsmålningar målades under andra delen av 1740-talet, efter det att han kommit tillbaka till sin uppväxtstad Sudbury i Suffolk efter att ha genomgått konstnärlig utbildning i London, bland annat i kretsen kring William Hogarth. De visar tydligt det starka inflytandet på hans dåtida måleri från 1600-talets nederländska landskapsmålningar. Samtidigt är målningarna präglade av miljön från omgivningarna av Sudbury, där Thomas Gainsborough tillbringade sina formativa levnadsår. 

## Målningen
Målningen visar en vilande herde och hans boskapshjord i ett landskap i Suffolk. Mot horisonten avtecknar sig en kyrka med ett högt kyrktorn, vilken påminner om kyrkan St. Andrews i Great Cornard, som låg nära Thomas Gainsboroughs födelsehem.
Målningen är en av de tio som utvalts av engelska konstinstitutioner för att representera England i Europeanas europeiska konstverksprojekt 2016.

## Proveniens

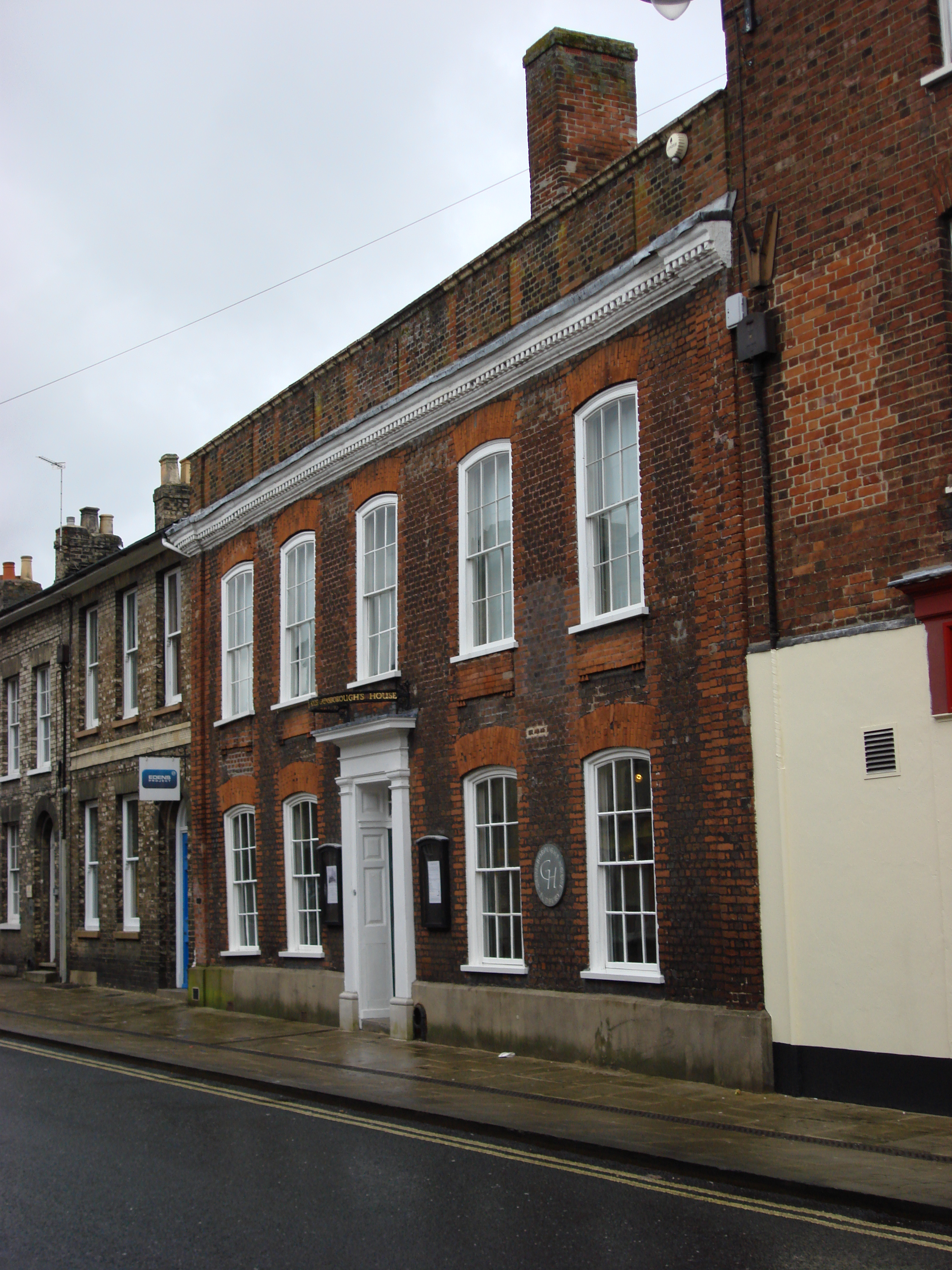
Gainsborough's House

Målningen ägdes av prästen Thomas Rackett (1757–1841) och gick i arv först till dottern Dorothea Solly och senare i arv till översten R.J.N. Solly. Den såldes av dennes arvingar på auktion på Christie's 1985 till en privat köpare och såldes vidare till en privat ägare på Sotheby's 1986. Den var därefter på utlån till Ashmolean Museum i Oxford och från 1989 på utlån till Gainsborough's House i Sudbury. Den köptes in av Gainsborough's House Society i december 1990 med bidrag från National Art Collections Fund, MGC/V&A Purchase Grant Fund, Esmée Fairbairn Charitable Trust och Godington Trust.
Målningen finns nu på Gainsborough's House, som är en byggnad från omkring 1520 och som var Thomas Gainsboroughs födelseplats. Det är ett museum över Thomas Gainsborough sedan 1961 och drivs av Gainsborough's House Society.